# Ольмето
Ольмето (фр. Olmeto, корс. Ulmetu) — коммуна во Франции, находится в регионе Корсика. Департамент коммуны — Южная Корсика. Административный центр кантона Ольмето. Округ коммуны — Сартен.
Код INSEE коммуны — 2A189.

## Население
Население коммуны на 2008 год составляло 1216 человек.
| 1962 | 1968 | 1975 | 1982 | 1990 | 1999 | 2008 |
| ---- | ---- | ---- | ---- | ---- | ---- | ---- |
| 619  | 685  | 730  | 676  | 1019 | 1115 | 1216 |

## Экономика
В 2007 году среди 735 человек в трудоспособном возрасте (15—64 лет) 466 были экономически активными, 269 — неактивными (показатель активности — 63,4 %, в 1999 году было 57,2 %). Из 466 активных работали 391 человек (235 мужчин и 156 женщин), безработных было 75 (34 мужчины и 41 женщина). Среди 269 неактивных 42 человека были учениками или студентами, 72 — пенсионерами, 155 были неактивными по другим причинам.
В 2008 году в коммуне насчитывалось 546 домохозяйств, в которых проживали 1216 человек, медиана доходов составляла 17 103 евро на одного человека.